# Національна спілка фотохудожників України
Національна спілка фотохудожників України (НСФХУ) була проголошена на Установчій конференції 9-10 грудня 1989 р. у Києві. На ній були присутні представники фотомистецтва з Києва, Одеси, Запоріжжя, Харкова, Івано-Франківська, Житомира, Полтави, Херсона, Львова, Дніпропетровська, Черкас та інших міст України. Вони прийняли Статут, обрали правління, його секретарів та ревізійну комісію. 
У Міністерстві юстиції України НСФХУ зареєстрована у 1992 році. 
У листопаді 2004 р. спілка отримала статус Національної.
На сьогодні НСФХУ перетворилась у велику організацію фотомитців, що має свої творчі осередки в усіх обласних центрах України, АР Крим та містах Краматорськ, Севастополь, Кривий Ріг.
На 1 січня 2013 р. в НСФХУ нараховувалося близько 800 діючих членів та 23 почесних. 62 особи мають міжнародні звання FIAP — міжнародної федерації фотомистецтва при ЮНЕСКО. Про творчі здобутки членів Спілки засвідчують їхні численні нагороди та відзнаки. У престижних вітчизняних та зарубіжних фотоконкурсах вони завоювали понад 3000 різних нагород. Рекордсменом є Заслужений працівник культури України Євген Іванович Комаров (Ялта), що здобув понад 330 міжнародних нагород, серед яких 40 золотих медалей.
Творча діяльність Спілки спрямована на розвиток та популяризацію у світі української фотографії, в тому числі професійної. З цією метою НСФХУ активно займається організацією та проведенням національних і міжнародних фотоконкурсів, масштабних фотосалонів та виставок, влаштовує навчальні семінари та майстер-класи за участю іменитих фотохудожників, таких як Юрій Косін, Микола Тинкалюк та ін. НСФХУ в своїй діяльності впроваджує передовий досвід зі створення та розвитку в Україні ринку сертифікації та продажу колекційної фотографії, фотовідбитків обмеженого накладу (Limited Edition Photos).

## Кошти і майно спілки
- вступних та щорічних членських внесків;
- фінансування з Державного бюджету України;
- добровільних грошових та матеріальних внесків фізичних і юридичних осіб, у тому числі іноземних
- інших надходжень, не заборонених законодавством України.

Розмір вступних та щорічних внесків встановлює Пленум Правління Спілки, враховуючі економічні умови в Україні на даний період.
У власності Спілки можуть бути адміністративні будинки, фотостудії, творчі майстерні, виставочні зали, будинки і бази відпочинку, споруди, обладнання, кошти, цінні папери та інше майно, яке придбане за власні кошти або передане Спілці для виконання статутних завдань. Кошти і майно Спілки не можуть перерозділятися між членами Спілки і використовуються виключно для виконання статутних завдань або на цілі, пов'язані з розвитком галузі фотомистецтва.

## Ключові особи
- Едуард Странадко — український фотохудожник, голова Національної спілки фотохудожників України, заслужений працівник культури України.

## примітки
1. ↑  Статут Національної спілки фотохудожників України. www.photospilka.inf.ua. Процитовано 29 липня 2023.